# Сибирцевский 2-й сельсовет
Сибирцевский 2-й сельсовет — сельское поселение в Венгеровском районе Новосибирской области Российской Федерации.
Административный центр — село Сибирцево 2-е.

## История
Статус и границы сельского поселения установлены Законом Новосибирской области от 2 июня 2004 года № 200-ОЗ «О статусе и границах муниципальных образований Новосибирской области».
К 1 января 2021 года к Сибирцевскому 2-му сельсовету присоединены Новокуликовский и Филошенский сельсоветы.

## Население
| 2002 | 2010 | 2012 | 2013 | 2014 | 2015 | 2016 |
| ---- | ---- | ---- | ---- | ---- | ---- | ---- |
| 969  | ↘788 | ↘782 | ↘771 | ↗775 | ↘773 | ↘768 |
| 2017 | 2018 | 2019 | 2020 | 2021 |      |      |
| ↘754 | ↘745 | ↘738 | ↘734 | ↗889 |      |      |

## Состав сельского поселения
| № | Населённый пункт | Тип населённого пункта       | Население |
| - | ---------------- | ---------------------------- | --------- |
| 1 | Вороново         | деревня                      | ↘57       |
| 2 | Георгиевка       | деревня                      | ↘116      |
| 3 | Новые Кулики     | село                         | ↘153      |
| 4 | Сибирцево 2-е    | село, административный центр | ↘672      |
| 5 | Улуцк            | деревня                      | ↗23       |
| 6 | Филошенка        | село                         | ↘157      |